# 주마다 알아우왈
주마다 알아우왈(아랍어: جمادى الأولى)은 이슬람력에서 다섯 번째 달의 이름이다.
| AH   | 첫 날 (CE/AD)    | 마지막 날 (CE/AD) |
| ---- | ---------------- | ----------------- |
| 1439 | 2018년 1월 18일  | 2018년 2월 16일   |
| 1440 | 02019년 1월 7일  | 02019년 2월 5일   |
| 1441 | 2019년 12월 27일 | 2020년 1월 25일   |
| 1442 | 2020년 12월 16일 | 2021년 1월 13일   |
| 1443 | 02021년 12월 5일 | 02022년 1월 3일   |
| 1444 | 2022년 11월 25일 | 2022년 12월 24일  |

## 같이 보기
- 주마다 알타니